# Enquête sur remise en liberté
En droit criminel canadien, l'enquête sur remise en liberté (ou enquête sur cautionnement) est une étape de la procédure pénale où un accusé qui initialement été arrêté puis gardé détenu par un policier est amené devant un juge de la Cour du Québec qui doit décider s'il est approprié de procéder à la mise en liberté du prévenu avant le procès. Les règles relatives à l'enquête sur remise en liberté son aux articles 515  à 526 du Code criminel. Il s'agit d'une mise en liberté provisoire par voie judiciaire.

## Comparution
Une fois qu'un prévenu est arrêté et gardé détenu par le policier, il doit être amené devant un juge de paix, généralement dans les 24 heures (art. 503 (1) C.cr.). Si le procureur de la poursuite s'oppose à ce moment à la remise en liberté, l'accusé peut demander une enquête sur remise en liberté.

## Règle de la remise en liberté sauf objection de la poursuite
La procédure pénale favorise la remise en liberté lors de l'enquête sur cautionnement. Si le procureur de la poursuite ne s'objecte pas à la remise en liberté, le juge de paix est tenu de remettre le prévenu en liberté (art. 515 (1) C.cr.).

## Report de l'enquête sur remise en liberté
Il peut y avoir des demandes de report de l'enquête sur remise en liberté pour trois jours francs en vertu de l'art 516 (1) C.cr. ou plus longtemps si le prévenu y consent. Trois jours francs signifie quatre jours après le jour où la demande de report est faite, en vertu de la Loi d'interprétation canadienne  (voir computation des délais en droit québécois).

## Preuve à l'enquête sur remise en liberté
Le but de la preuve à l'enquête sur remise en liberté est d'en apprendre davantage sur le prévenu, d'où il vient, ses fréquentations ou sa famille, ce qu'il fait dans la vie, donc contrairement aux règles pénales lors du procès, la preuve est libre et il n'y a pas de règles limitatives sur le ouï-dire, sur les déclarations extrajudiciaires et sur la preuve de mauvaise réputation lors de l'enquête sur remise en liberté. Le juge ou le poursuivant peut interroger l'accusé sur toute matière pertinente, sauf quant à l'infraction qu'il aurait commise. Le poursuivant peut présenter une preuve sur ses condamnations antérieures, sur ses causes pendantes, sur ses bris de conditions antérieures (art. 145  (4) C.cr.) et sur les circonstances de l'infraction présumée, notamment quant aux probabilités de condamnation du prévenu.

## Fardeau de la remise en liberté
En règle générale, le fardeau de remise en liberté repose sur le procureur de la poursuite plutôt que sur le prévenu, d'après l'art. 515 (5) C.cr. Mais l'art. 515 (6) C.cr. prévoit des exceptions pour des actes criminels relatifs aux armes à feu, à la violence conjugale, à la drogue, aux causes pendantes et aux actes criminels les plus graves de l'article 469 C.cr. À ce moment, c'est à l'accusé de justifier qu'il doit être remis en liberté. Les exceptions ne s'appliquent toutefois pas en cas d'infraction sommaire.

## Remise en liberté provisoire en cas de meurtre
Malgré l'article 515 (6) qui empêche de demander la remise en liberté au juge de la Cour du Québec en cas de meurtre ou des autres crimes graves de l'art. 469 C.r., un prévenu accusé de meurtre peut néanmoins faire la demande de remise en liberté à un juge de la Cour supérieure en vertu de l'art. 522 C.cr.. Dans l'affaire Guy Turcotte, l'accusé avait d'abord été libéré en vertu de cette procédure en attendant son second procès. Les demandes de révision d'une décision de mise en liberté pour les crimes graves comme le meurtre sont portées devant la Cour d'appel, en vertu de l'art. 680 C.cr..

## Critères pour garder l'accusé détenu
Par rapports aux décisions de garder le détenu prévenu ou non, les motifs de détention sont prévus à l'art. 515 (10) C.cr. : 

« 515 (10) Pour l’application du présent article, la détention d’un prévenu sous garde n’est justifiée que dans l’un des cas suivants :
a) sa détention est nécessaire pour assurer sa présence au tribunal afin qu’il soit traité selon la loi;
b) sa détention est nécessaire pour la protection ou la sécurité du public, notamment celle des victimes et des témoins de l’infraction ou celle des personnes âgées de moins de dix-huit ans, eu égard aux circonstances, y compris toute probabilité marquée que le prévenu, s’il est mis en liberté, commettra une infraction criminelle ou nuira à l’administration de la justice;
c) sa détention est nécessaire pour ne pas miner la confiance du public envers l’administration de la justice, compte tenu de toutes les circonstances, notamment les suivantes :
(i) le fait que l’accusation paraît fondée,
(ii) la gravité de l’infraction,
(iii) les circonstances entourant sa perpétration, y compris l’usage d’une arme à feu,
(iv) le fait que le prévenu encourt, en cas de condamnation, une longue peine d’emprisonnement ou, s’agissant d’une infraction mettant en jeu une arme à feu, une peine minimale d’emprisonnement d’au moins trois ans. »

Quant au  critère de la confiance du public dans l'administration de la justice de l'art. 515 (10) c) C.cr., il ne repose sur des notions d'opinion publique au sens large, c'est-à-dire que les tribunaux ne vont pas évaluer ce critère en se pliant aux vagues d'humeur populaire.

## Ordonnance interdisant les armes à feu
L’art. 515 (4.1) C.cr. prévoit que lorsque le juge rend une ordonnance relativement à une infraction concernant les armes à feu, il doit assortir l’ordonnance d’une condition lui interdisant, jusqu’à ce qu’il soit jugé conformément à la loi, d’avoir en sa possession de tels objets ou l’un ou plusieurs de ceux-ci.